# Dorweiler (Nörvenich)
Dorweiler is een plaats in de Duitse gemeente Nörvenich, deelstaat Noordrijn-Westfalen, en telt 192 inwoners (31 december 2019).
Het dorpje ligt halverwege Poll en Pingsheim (afstand tot deze plaatsjes ruim één kilometer). Pingsheim ligt weer 4 km ten oosten van de gemeentehoofdplaats Nörvenich.
De streek, waarin Dorweiler ligt, de Zülpicher Börde, is een vrijwel boomloze, door aardappel- en suikerbietenakkers ingenomen vlakte. Maar de meeste boerderijen in het dorp zijn verbouwd tot, door mensen met een werkkring in Keulen of Düren bewoonde, woonboerderijen.
De St. Margarethakapel werd in 1956 herbouwd op de plaats van en met gebruikmaking van de ruïnes van een eerdere, in de 12e eeuw gebouwde kapel. Deze was na oorlogsschade in de Tweede Wereldoorlog bouwvallig geworden. Bij de herbouw heeft men het uiterlijk van de oude kapel zo goed mogelijk gekopieerd.